# آروی اسکنه
آروی اسکنه یک ستاره است که در صورت فلکی اسکنه قرار دارد.